# Psycho Magnet
Psycho Magnet es el segundo álbum de estudio de la banda americana de rock gótico London After Midnight. Fue lanzado en 1996 por Apocalyptic Vision y relanzado dos veces en 2006 y en 2008.

## Lista de canciones

### Primera Edición (Original)
1. "Psycho Magnet" – 4:17
2. "Where Good Girls Go to Die" – 4:19
3. "Innocence Lost (Intro)" – 0:27
4. "Kiss" – 6:22 "Kiss" - 6:22
5. "Shatter (All My Dead Friends)" – 6:09
6. "The Bondage Song" – 1:56
7. "A Letter to God" – 2:59
8. "Carry On... Screaming (Ruins)" – 5:06
9. "Theme from the Film Love and Affliction" (Remix) – 2:59
10. "HATE!" - 4:49
11. "Where Good Girls Go to Die" (Edit Mix) – 4:19
12. "Kiss" (Ra Mix)" – 4:32

### 2003 Re-release (Europa)
1. "The Bondage Song" (Unchained Mix) – 4:31
2. "Kiss" (Club Edit Mix) – 4:26
3. "Where Good Girls Go to Die" – 4:16
4. "Psycho Magnet" – 4:16
5. "Shatter (All My Dead Friends)" – 6:07
6. "A Letter to God" – 3:00
7. "Carry On... Screaming" – 5:04
8. "HATE!" - 4:49
9. "Blessing" – 4:14
10. "The Christmas Song" – 4:56
11. "Shatter" (live / versión alterna) - 5:13
12. "Atmosphere" (Live) – 2:20
13. "A Letter to God" (Live) – 3:06
14. "Untitled" – 4:12
15. "Innocence Lost" – 0:27
16. "Kiss" – 6:24
17. "99" – 9:23

### 2008 Re-release (EE. UU.)
1. "The Bondage Song" (Unchained Mix) – 4:31
2. "Kiss" (Club Edit Mix) – 4:26
3. "Where Good Girls Go to Die" – 4:16
4. "Psycho Magnet" – 4:16
5. "Shatter (All My Dead Friends)" – 6:07
6. "A Letter to God" – 3:00
7. "Carry On... Screaming" – 5:04
8. "HATE!" - 4:49
9. "Blessing" – 4:14
10. "Innocence Lost" – 0:27
11. "Kiss" – 6:24
12. "99" – 9:23

## Personal
- Sean Brennan - Voz, Guitarra, Bajo, Teclados, Batería

- Datos: Q973973